# Липецкий муниципальный театр
Ли́пецкий драмати́ческий теа́тр — театр в Липецке, расположенный в Правобережном округе на площади Константиновой, 3.

## История
Театр основан 1 сентября 2000 года по инициативе Я. М. Лившица. Основную часть труппы составили актёры Липецкого государственного академического театра драмы им. Л. Н. Толстого, в последние годы её пополнили и молодые артисты. В коллективе трудятся 2 народных артиста РФ и 3 заслуженных артиста РФ.
Театр делит одно здание с городским домом культуры «Сокол», спектакли идут три дня в неделю при аншлаге. Однако площадей не хватает. Главный режиссёр Г. В. Балабаев говорит: «Если спектаклей у нас много, то, соответственно, больше костюмов, декораций, а хранить их негде. И так далее. Много нерешенных вопросов, но это наше перманентное состояние. Мы как-то к этому привыкли уже».
Яков Михайлович Лившиц стал главным режиссёром театра. Первая премьера — «Ханума» А. Цагарели состоялась в декабре 2000 года. Затем Лившиц поставил литературно-музыкальную композицию «Россия. Времена года».
В сезоне 2001—2002 театр возглавила Н. В. Леонова. Первый спектакль при ней — «Лес» (постановка Я. М. Лившица).
24 октября 2002 года, когда открылся третий сезон, снова сменилось руководство. Художественным руководителем стал Г. В. Балабаев.
За 9 лет своего существования театр выпустил 37 спектаклей. В репертуаре театра постановки как отечественных и зарубежных классиков, так и современных авторов. В 2007-09 гг. театр представил несколько премьерных спектаклей: «Страсти по Платонову» А. П. Чехова, «Двенадцатая ночь» Шекспира, «Аленький цветочек» С. Т. Аксакова, «Странная миссис Сэвидж» Д. Патрика, «Слуга двух господ» К. Гольдони, «Эти свободные бабочки» Л. Герша, «Принцесса и свинопас» П. Энзиката, «Лебединая песня» А. П. Чехова. Все новые постановки получили высокую оценку критики, прессы и зрителей.
Большое внимание театр уделяет и созданию музыкальных постановок: Среди них: «Ханума» Г. Канчели и А. Цагарели; «Музыкальный отель» О. Пономарёва, Л. Мартыновой (по страницам классических оперетт); «Свадебная карусель» Я. Лившица, М. Сергеева, муз. В. Комарова (по мотивам комедии Н. В. Гоголя «Женитьба»); «Бабий бунт» К. Васильева, Е. Птичкина (по «Донским рассказам» М. Шолохова), «Слуга двух господ» К. Гольдони и другие.
В детском репертуаре театра следующие постановки: «Золотой цыплёнок» В. Улановского, В. Орлова; «Корабль счастья» Г. Гладкова, М. Дунаевского; «Посвящение в пешеходы» О. Пономарёва; «День рождения кота Леопольда» А. Хайта; «Аленький цветочек» С. Т. Аксакова, «Принцесса и свинопас» П. Энзиката. Организует театр и гастрольные поездки в соседние регионы, гг. Таганрог, Пензу, Брянск, Тамбов, Мичуринск, центры муниципальных образований области: г. Елец п. Лев-Толстой, с. Доброе, с. Хлевное. В рамках проведения дней культуры Липецкой области в г. Воронеже театр был приглашён в г. Борисоглебск со спектаклем «Бешеные деньги» А. Н. Островского. Спектакль имел большой успех среди зрителей города. Ответные спектакли также прошли на сцене театра. Липецкий драматический театр участвовал в III региональном фестивале «Театр — детям и юношеству» в г. Тамбове со спектаклем «День рождения кота Леопольда» А. Хайта, где был отмечен дипломом фестиваля. Исполнителю главной роли кота Леопольда Андрею Коновалову был вручен приз зрительских симпатий.
Спектакль «Бешеные деньги» по пьесе А.Н. Островского стал дипломантом 14 Международного фестиваля «Славянские театральные встречи» в г. Брянске, проходившего в мае 2006 года. Заслуженный артист России Владимир Кравченко — исполнитель роли Василькова — награждён специальным дипломом и призом «За лучшую мужскую роль». Спектакль «Вечно живые» по пьесе В. Розова в декабре 2006 года был представлен на Первом «Всероссийском конкурсе спектаклей, пропагандирующих идеи патриотизма, любви к Родине» в Москве и отмечен дипломом и памятным знаком. Спектакли театра «Бешеные деньги» А. Н. Островского и представление-урок «Посвящение в пешеходы» О. Пономарёва приняли участие в Областном конкурсе «Достижения в области литературы и искусства — 2006». Представление-урок О. Пономарёва «Посвящение в пешеходы» стал лауреатом в номинации «За произведения для детей и юношества и творчество молодых». А спектакль «Бешеные деньги» отмечен Диплом лауреата Первой степени и премией ЦФО в номинации «За достижения в области театрального искусства».
В октябре 2007 года труппа театра стала лауреатом регионального фестиваля «Театральные встречи на Суре — 2007» в г. Пензе, где был показан спектакль «Бешеные деньги» А. Н. Островского в постановке художественного руководителя театра Г. Балабаева. В декабре 2007 года молодые актёры театра стали победителями городского творческого конкурса профессиональных артистов «Берегиня» и стали стипендиатами администрации Липецка. Несколько молодых актёров театра, ярко проявивших свой талант, уже являются стипендиатами Управления культуры и искусства Липецкой области. Спектакль, поставленный режиссёром театра Геннадием Балабаевым по «Пьесе без названия» А. П. Чехова был представлен на Международном театральном фестивале имени Ф. Г. Раневской «Великая провинция». Театральный форум проходил с 16 по 23 мая на родине актрисы в г. Таганроге. Президент фестиваля актёр Московского государственного академического театра имени Моссовета, Секретарь Союза театральных деятелей России, профессор РАТИ, народный артист России, лауреат Государственной премии России Евгений Стеблов отметил высокий творческий уровень липецких актёров, назвав постановку «лучшей профессиональной работой из представленных на фестивале». Тепло встретили артистов и зрители, впервые увидевшие сценический прием, используемый в спектакле: актёры поднимаются на помост, который устанавливается в партере. По итогам фестиваля Липецкий драматический театр награждён специальным Дипломом. Организаторы фестиваля заверили, что форум станет ежегодным и пригласили театр стать его постоянным участником.
Спектакль «Страсти по Платонову», который в мае был показан в рамках «Липецких театральных встреч», получил высокую оценку профессиональной театральной критики. Тепло отозвался о профессионализме актёров и Александр Мардань, известный драматург и поэт, член Национального союза театральных деятелей Украины, один из организаторов Международного театрального фестиваля "Встречи в Одессе.
Театр ведёт значительную благотворительную деятельность. На спектаклях театра в 2006 году побывали более 4 тысяч ветеранов и инвалидов войны и труда, представителей из многодетных и малообеспеченных семей. На протяжении нескольких лет ведется сотрудничество с детскими домами и интернатами города и области, с Домами престарелых и инвалидов, где проводятся благотворительно встречи с актёрами театра, выездные спектакли. Тесная дружба связывает театр и областной реабилитационный центр «Сосновый бор». В декабре 2007 года актёры театра приняли участие в проведении Областного фестиваля «Филантроп» для людей с ограниченными возможностями.
На базе театра был проведён научно-практический семинар по драмотерапии «Медико-социальное и социально-психологическое обоснование метода драматерапии в реабилитации пожилых людей и инвалидов» для специалистов по реабилитации инвалидов и пожилых людей учреждений системы социальной защиты Липецкой области. В ходе семинара были проведены мастер-классы по сценической речи и постижёрно-гримёрному искусству. Липецкий драматический театр активно сотрудничает с Департаментом образования г. Липецка и учебными заведениями города: школами, средне-специальными учреждениями, ВУЗами. Несколько лет на базе театра проводится ежегодные фестивали «Липецкий выбор», «Молодость России» и «Молодость Европы».
В театре проводятся «Театральные четверги» для учащихся города и области. В их программе — классические и современные спектакли театрального репертуара. Они несут воспитательную направленность, формируют у детей высокие нравственные установки. Актёры театра входят в состав жюри театрального конкурса, проводимого ежегодно Департаментом образования среди театральных коллективов школ. Заключительный этап конкурса и подведение итогов проводится на сцене Липецкого драматического театра. Хорошей стало проводить театральные встречи в учебных заведениях города с целью популяризации театрального искусства.
Большой интерес к жизни театра проявляют федеральные и региональные СМИ, которые в своих печатных и элеронных материалах и репортажах информируют население Липецка и области о жизни и деятельности театра, неизменно отмечают высокий профессиональный и творческий уровень коллектива. Актёры театра — уважаемые в Липецке и регионе личности, ряд сотрудников театра возглавляет общественные организации, входят в состав Общественной палаты. МУ «Липецкий драматический театр» активно продолжает свою творческую деятельность, развивается, совершенствуется. Коллектив театра полон творческих планов и готов их реализовать.

## Артисты
- Валентина Бражник, народная артистка РФ
- Виталий Пономарёв, народный артист РСФСР †
- Михаил Янко, народный артист РФ
- Зинаида Горячева, заслуженная артистка РСФСР